# Tratado del Ebro

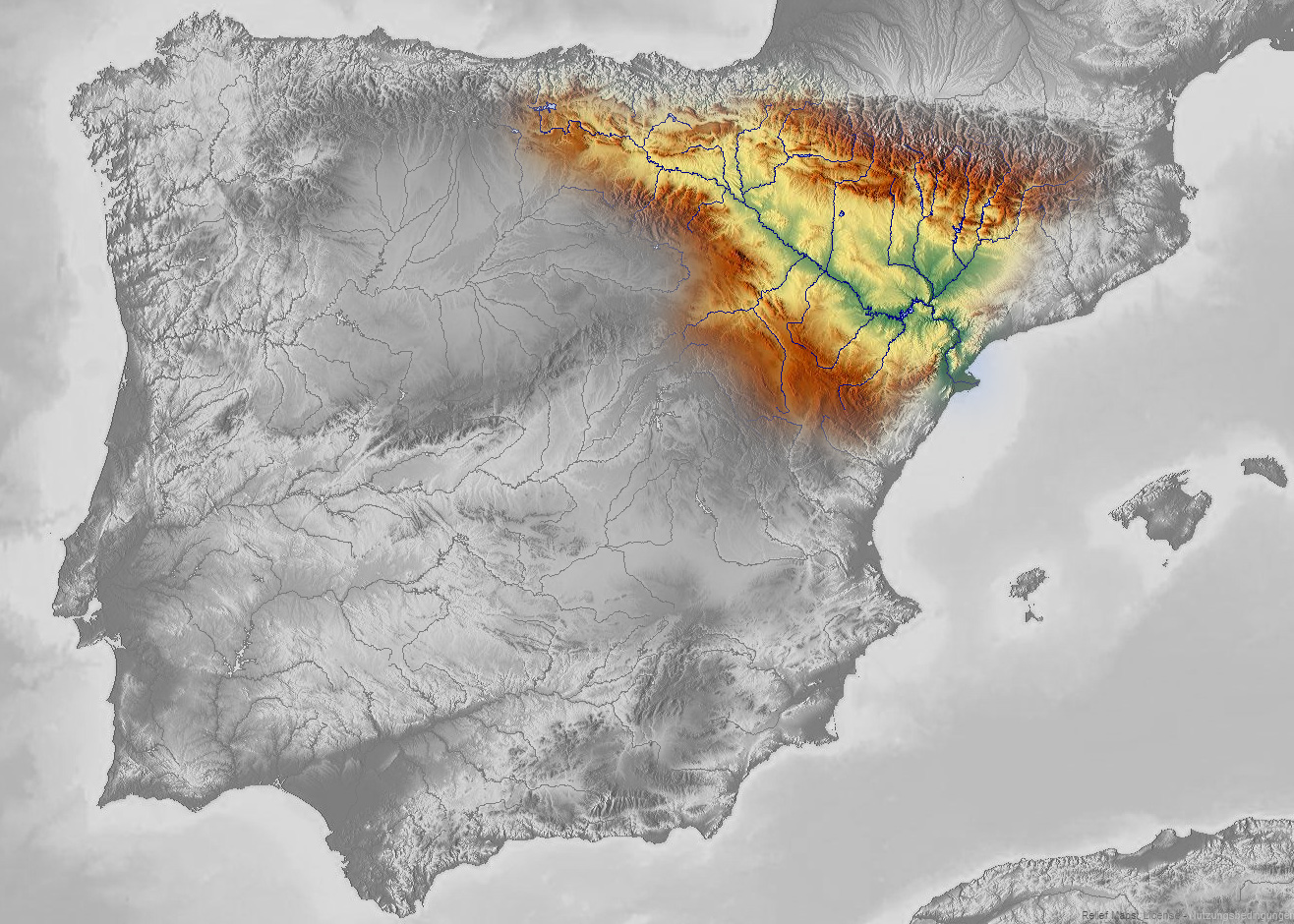
El río Ebro.

El Tratado del Ebro fue un acuerdo alcanzado en 226 a. C. entre la República romana y el general Asdrúbal el Bello, en representación del Estado púnico, por el que se fijaba el río Ebro (latín: Iber) como el límite entre ambas potencias en la península ibérica. Bajo los términos del tratado, Cartago no se expandiría al norte del Ebro, siempre y cuando Roma no hiciera lo propio hacia el sur.
Se desconoce la fecha exacta, pero algún tiempo después del año en que se firmó el tratado, Roma se asoció con los edetanos de Sagunto, al sur del río. Polibio cuenta que el general púnico Aníbal estaba buscando un pretexto para la guerra, de manera que tras consultar brevemente al Senado cartaginés, puso la ciudad bajo asedio durante ocho meses. El Senado romano, al enterarse del cerco, envió inmediatamente embajadas a Aníbal, y más tarde al Senado de Cartago. Inicialmente los romanos exigieron que detuviera su ataque contra uno de sus aliados, a lo que rehusaron los púnicos. El Senado cartaginés afirmó que fueron los saguntinos quienes empezaron el conflicto, y que los romanos no tenían motivo alguno para acusarles.
Sin embargo, los romanos no acudieron en socorro de Sagunto, que sucumbió en 219 a. C. Después de la caída de la ciudad, los romanos hicieron preparativos para la guerra, enviando una segunda embajada a Cartago. Sus emisarios exigieron a Cartago la entrega de Aníbal y el resto de responsables del ataque a Sagunto. Tito Livio relata que esta segunda embajada fue enviada simplemente como una formalidad antes de declarar oficialmente la guerra, lo que quiere decir que los romanos esperaban completamente una nueva guerra contra los cartagineses. Tanto Livio como Polibio hablan de la riña entre la embajada romana y el Senado púnico antes de que se hiciera la declaración de guerra.
Fue en este punto cuando el Senado cartaginés se negó a reconocer el Tratado del Ebro y a entregar a Aníbal a los romanos. Se dice que los cartagineses compararon este tratado con el realizado entre Cayo Lutacio Cátulo y Amílcar Barca en 241 a. C., argumentando que los romanos se negaron a aceptar el convenio entre los dos generales porque no había sido ratificado por su pueblo. Los enviados romanos descalificaron este razonamiento, y ante la incapacidad de llegar a un pacto la guerra estalló en 218 a. C. El conflicto resultante fue la conocida como segunda guerra púnica, que duró hasta 201 a. C.